# Classe Endurance
 (juin 2013).
Si vous disposez d'ouvrages ou d'articles de référence ou si vous connaissez des sites web de qualité traitant du thème abordé ici, merci de compléter l'article en donnant les références utiles à sa vérifiabilité et en les liant à la section « Notes et références ».
La classe Endurance sont des Landing Platform Dock selon la liste des codes des immatriculations des navires de l'US Navy, les plus gros navires de la Marine de la république de Singapour, commissionnés en 2000 et 2001. Dotés d'un pont d'envol et d'un radier, ils sont conçus pour déployer des forces terrestres sur des rives ennemies. À bord de ces navires il y un escadron de 2 hélicoptères qui ont comme mission le transport de troupes et de l'équipement et des embarcations de débarquement (4 Fast Craft Utility (FCU) de 25 m dans le radier et 4 Fast Craft Equipment & Utility (FCEU) de 13 m sur bossoirs). Dotée de 4 navires capables d'embarquer 18 chars de combat et 20 véhicules de transport de troupes, la classe Endurance, officiellement dénommée LST, remplace ces derniers de classe County, acquis d'occasion aux États-Unis dans les années 1970.

## Navires
- RSS Endurance (LST207) ;
- RSS Resolution (LST208) ;
- RSS Persistence (LST209) ;
- RSS Endeavour (LST210).

## Galerie de photos

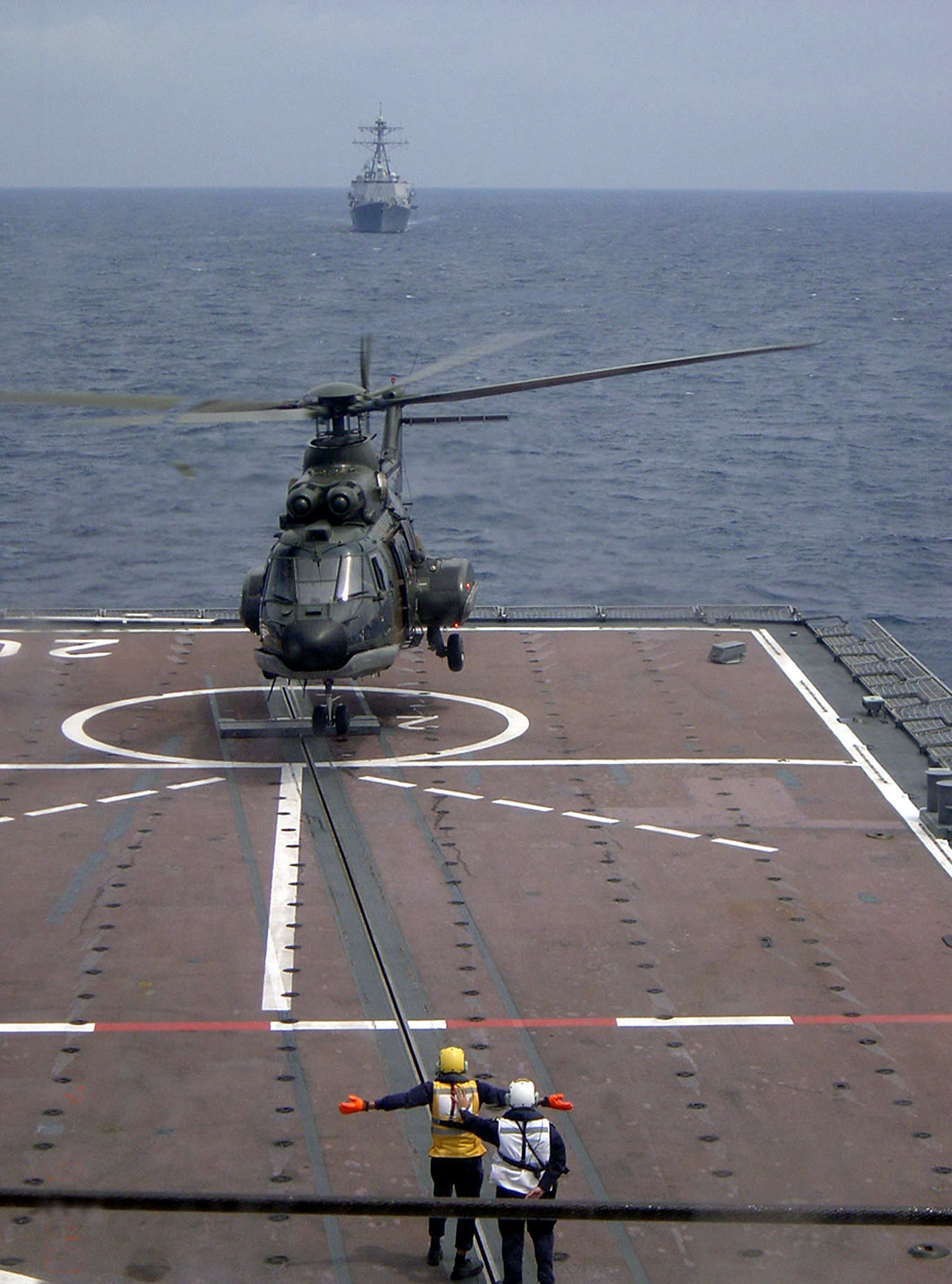
Un EC-725 Super Puma sur le pont du RSS Resolution (7 juin 2004)